# Ranera
Ranera es una localidad del municipio burgalés de Partido de la Sierra en Tobalina, en la Comunidad Autónoma de Castilla y León (España). 
La iglesia está dedicada a La Natividad de Nuestra Señora.

## Localidades limítrofes
Confina con las siguientes localidades:
- Al norte con Tobera.
- Al este con Valderrama.
- Al sureste con Zangández y La Aldea.
- Al suroeste con Barcina de los Montes.
- Al noroeste con Villanueva de los Montes.

## Demografía
Evolución de la población
| Gráfica de evolución demográfica de Ranera entre 2000 y 2017       |
|                                                                    |
| Población de derecho (2000-2017) según el padrón municipal del INE |

## Historia
Así se describe a Ranera en el tomo XIII del Diccionario geográfico-estadístico-histórico de España y sus posesiones de Ultramar, obra impulsada por Pascual Madoz a mediados del siglo XIX:

Villa de la provincia, diócesis, audiencia territorial y capitanía general de Burgos (10 leguas), partido judicial de Villarcayo (6), y ayuntamiento titulado del partido de la Sierra, cuya capital es Valderrama; este pueblo se compone de dos barrios situados a la falda de dos sierras en un valle angosto que se prolonga de E a O; el clima es frío, reinan todos los vientos, y las enfermedades más comunes las fiebres gástricas. Tiene 19 casas; una iglesia parroquial (La Natividad de Nuestra Señora), servida por un cura de provisión ordinaria, y un cementerio en la falda de la sierra que se halla al S. Los moradores para beber y demás necesidades se surten de las aguas de algunas fuentes y de las de un riachuelo que cruza por entre los dos expresados barrios. El término confina N Tovera; E Valderrama; S Barcina de los Montes, y O Penches y Villanueva de los Montes. Su terreno es muy húmedo y de mediana calidad; por él serpentea el mencionado riachuelo que desciende hasta Tovera y va a introducirse en el Ebro; tiene sobre él varios puentes de madera, y sus aguas no son aprovechadas para el riego. En dicho terreno se encuentran canteras de piedra y montes poblados de robles. Caminos: el que dirige de Frías a Briviesca, en mediano estado; y la correspondencia se recibe de dicho Frías. Producciones: trigo, cebada y legumbres; cría ganado lanar burdo y vacuno de labor. Industria: la agrícola y algunos molinos harineros. Población: 19 vecinos, 71 almas. Capital productivo: 204.500 reales. Imponible: 20.919.
Diccionario geográfico-estadístico-histórico de España y sus posesiones de Ultramar